# Pałac Potockich w Lublinie
Pałac Potockich – pałac w Lublinie wzniesiony pomiędzy latami 1719 a 1734 dla Jerzego Potockiego. W 1790 roku pałac przeszedł w ręce skarbu państwa, obecnie jest własnością prywatnego inwestora.

## Historia
Pałac wzniesiony został pomiędzy latami 1719 a 1734 dla Jerzego Potockiego, a następnie rozbudowany przez jego syna Eustachego. O tym, jak urządzony był pałac w końcu XVIII wieku, mówi zachowany (w Bibliotece im. H. Łopacińskiego) jego inwentarz z 1783 r. W okresie, z którego pochodzi inwentarz, Potoccy herbu Pilawa nie mieszkali już w Lublinie, gdyż około 1750 r. Eustachy Potocki przystąpił do budowy dla siebie rezydencji w Radzyniu Podlaskim według planów Jakuba Fontany.
Reprezentacyjny, piętrowy korpus środkowy i dwa boczne, parterowe skrzydła gospodarcze nadały obiektowi kształt podkowy, wewnątrz której urządzono ogród w stylu włoskim. W ostatnich latach XVIII wieku Potoccy ofiarowali pałac Rzeczypospolitej i wówczas przeznaczono go na siedzibę sądów ziemskich.
Początkowo mieściły się w nim koszary kawalerii narodowej, a po III rozbiorze Polski urządzono tu więzienie. Pałac pozbawiono wszelkich zdobień, a skrzydła boczne podwyższono o jedną kondygnację. Kiedy w 1826 roku więzienie przeniesiono na Zamek, pałac zajęła policja i wojsko rosyjskie.
W okresie międzywojennym mieściła się tu Policja Państwowa, a później - do 1981 roku - Milicja Obywatelska. Od 1984 do 2016 należał do KUL.

## Galeria

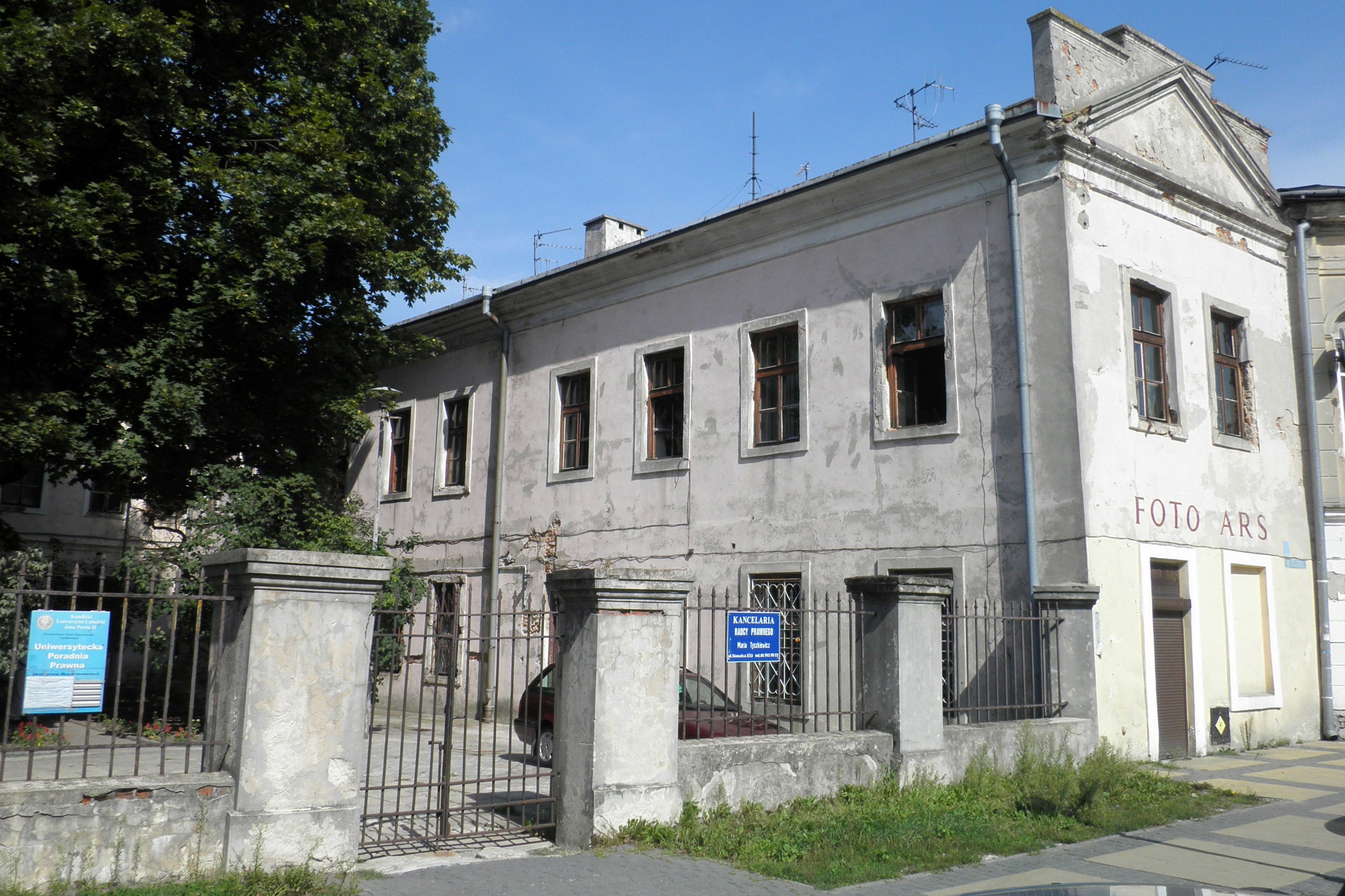
Oficyna wschodnia
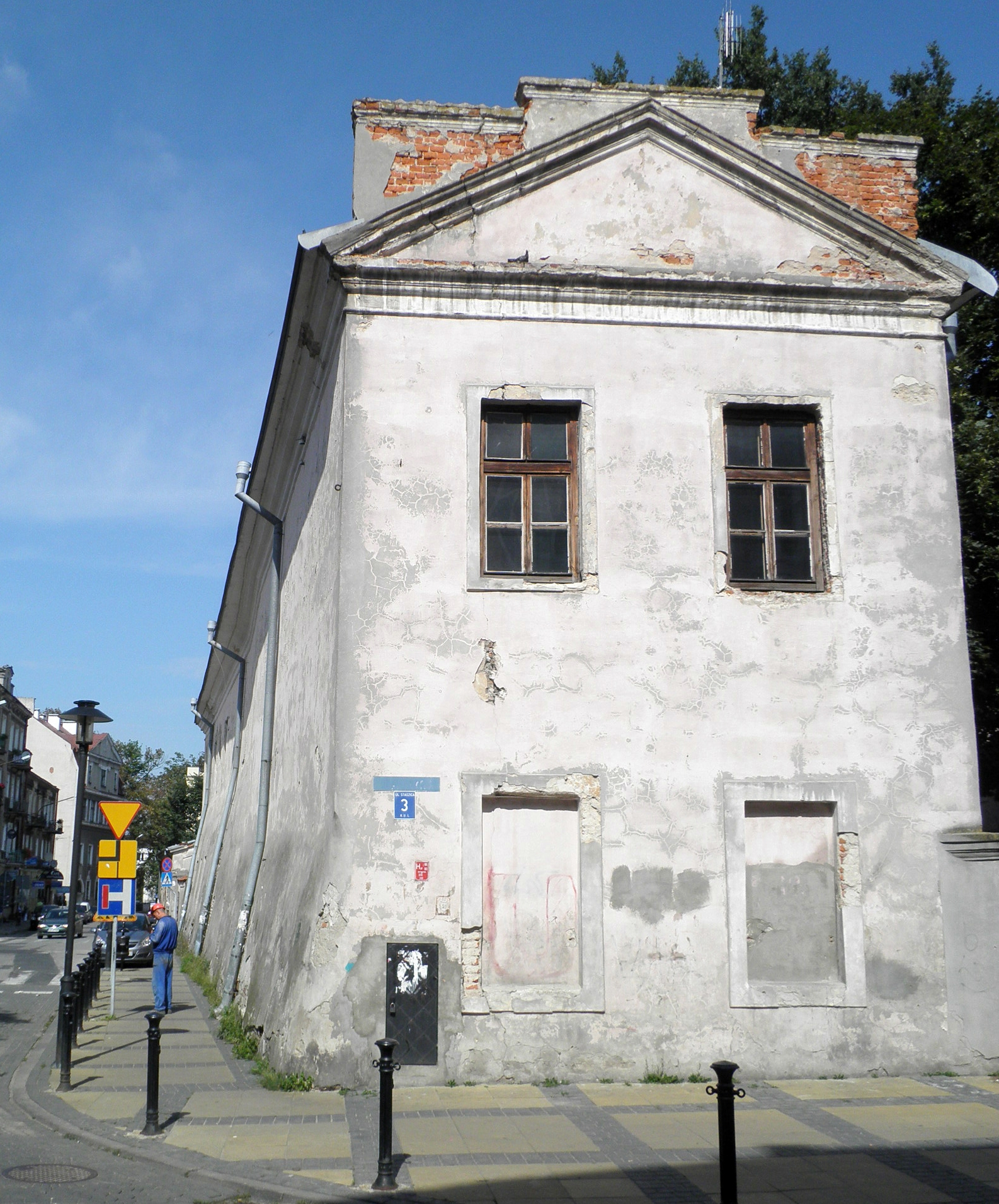
Oficyna zachodnia
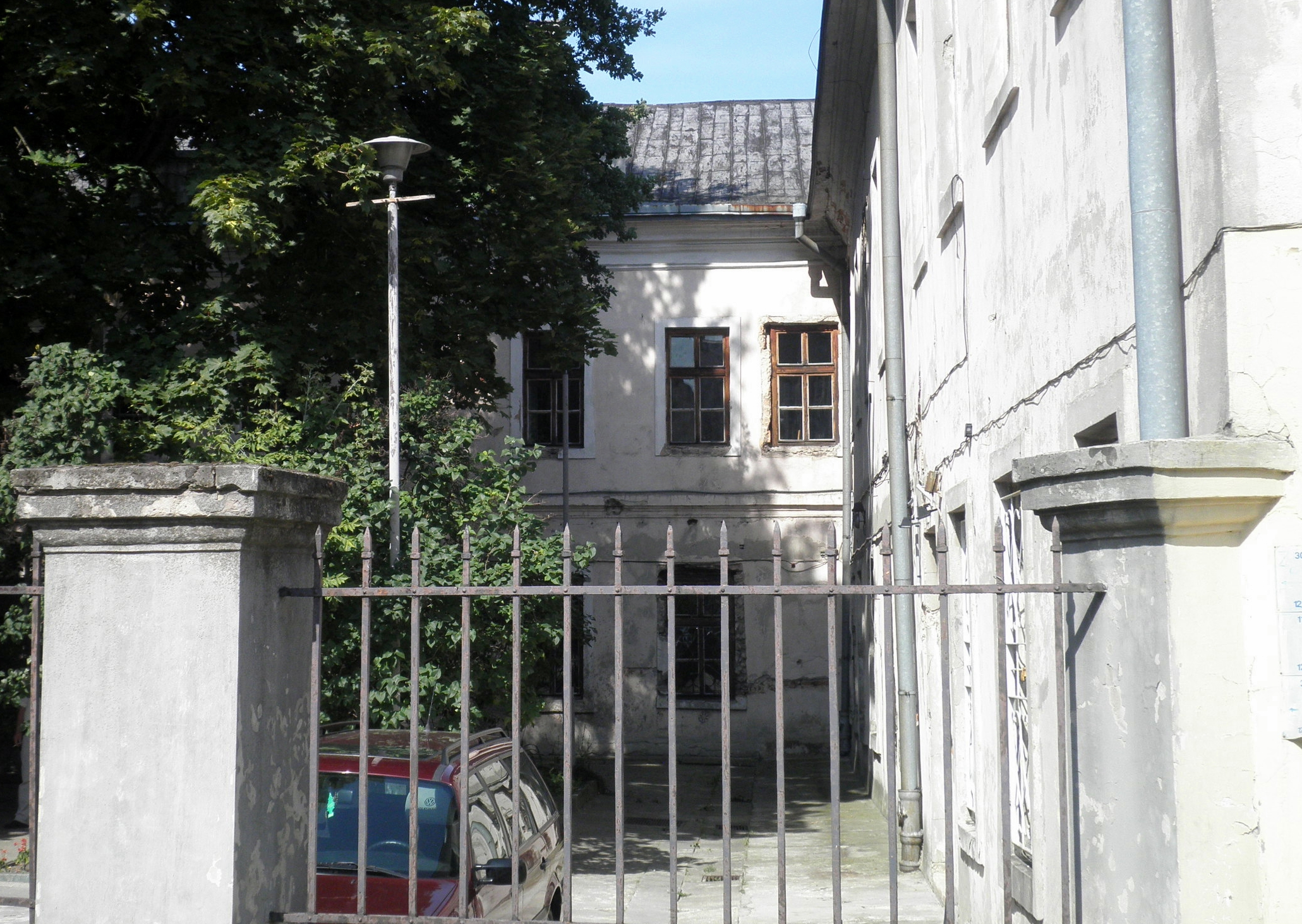
Pałac w głębi dziedzińca
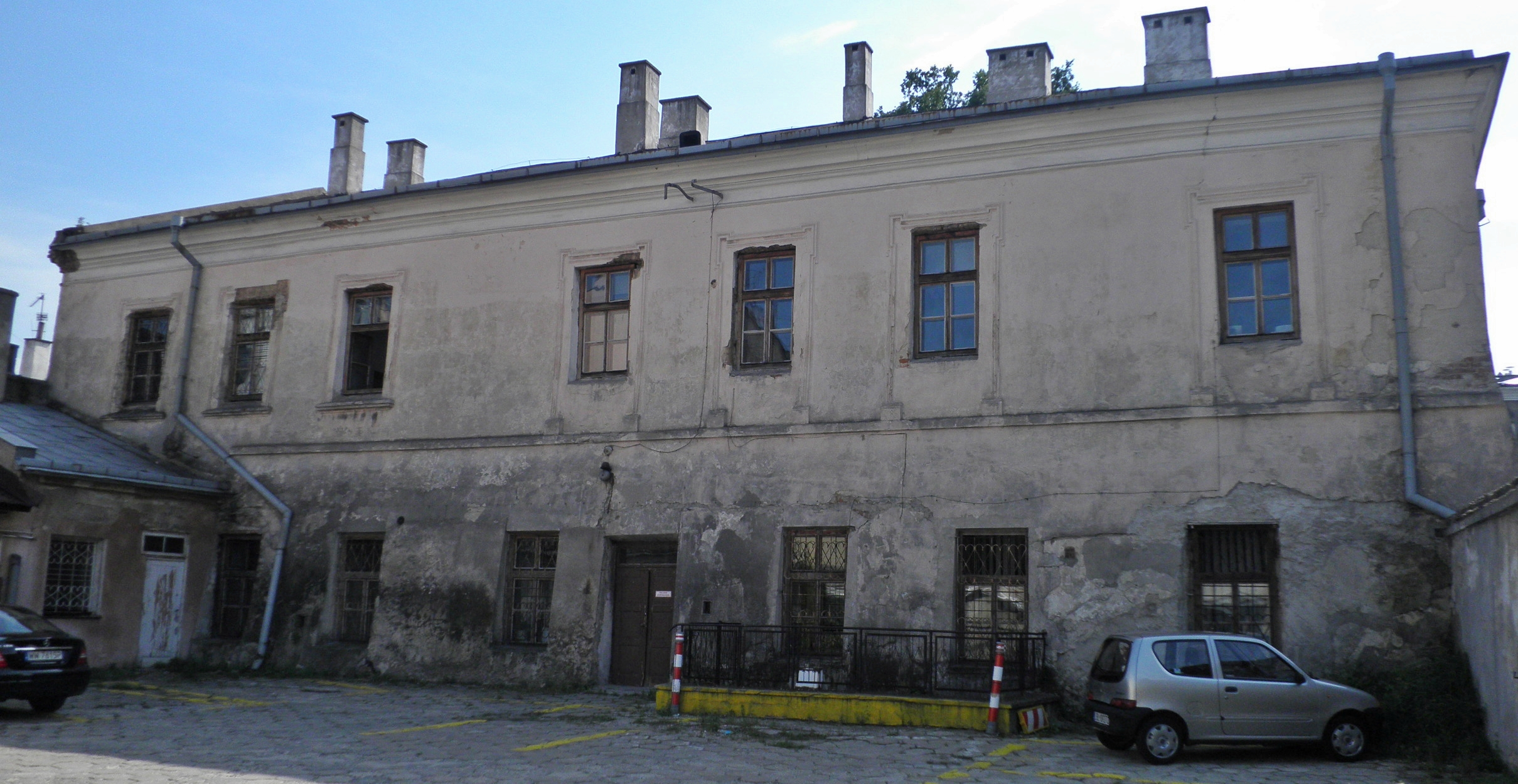
Pałac z tylnego podwórza